# Bursuc-Vale
Burscuc-Vale – wieś w Rumunii, w okręgu Jassy, w gminie Lespezi. W 2011 roku liczyła 158 mieszkańców.